# Zannichellia
Zannichellia is een geslacht van waterplanten uit de fonteinkruidfamilie (Potamogetonaceae). De soorten uit dit geslacht hebben een kosmopolitische verspreidingsgebied en komen dus bijna overal ter wereld voor.

## Soorten
- Zannichellia andina Holm-Niels. & R.R.Haynes
- Zannichellia aschersoniana Graebn.
- Zannichellia contorta (Desf.) Cham.
- Zannichellia obtusifolia Talavera, García-Mur. & H.Smit
- Zannichellia palustris L.
- Zannichellia peltata Bertol.